# Margaux De Ré
Margaux De Ré (Luik, 18 oktober 1990) is een Belgisch politica voor Ecolo.

## Levensloop
De Ré studeerde in 2012 af als bachelor in de informatie en de communicatie aan de Universiteit Luik en behaalde er daarna in 2014 een master in de podiumkunsten, optie cinematografie. Tijdens haar studies werd ze verkozen in de Fédé, de studentenraad van de Universiteit Luik, en van 2011 tot 2013 was ze hoofdredactrice van het studentenmagazine P'tit Torê.
In september 2012 was ze medestichter van de start-up NextRide, die een mobiele applicatie voor het openbaar vervoer aanbiedt en waarvan De Ré tot september 2019 communicatiemanager was. Van oktober 2014 tot december 2015 was ze tevens attaché van de directie van de universiteitsbibliotheek van de Universiteit Luik en nadien was ze van december 2015 tot september 2019 manager voor digitale communicatie voor de partij Ecolo. In januari 2017 was ze daarnaast medestichter van nextmoov, een digitaal agentschap gespecialiseerd in de ontwikkeling van mobiele applicaties.
Bij de Brusselse gewestverkiezingen van mei 2019 stond De Ré op de zestiende plaats van de Ecolo-lijst. Ze werd niet verkozen, maar werd in september 2019 alsnog lid van het Brussels Hoofdstedelijk Parlement ter opvolging van Rajae Maouane, die samen met Jean-Marc Nollet co-voorzitster van Ecolo werd. De Ré werd toen eveneens vanuit het Brussels parlement afgevaardigd om in het Parlement van de Franse Gemeenschap te zetelen. Als parlementslid ging ze zich toeleggen op economie, tewerkstelling, digitalisering, cultuur, media, gelijkheid en vrouwenrechten. Zo liet ze in het Franse Gemeenschapsparlement een eerste actieplan tegen seksueel geweld in het hoger onderwijs goedkeuren en was ze er een van de initiatiefnemers van een resolutie om endometriose beter te bestrijden. Tevens ijverde ze voor een betere toegang tot anticonceptiemiddelen en hulpmiddelen voor menstruatie bij kwetsbare vrouwen. 
Bij de Brusselse gewestverkiezingen van juni 2024 werd De Ré vanop de negende plaats herkozen in het Brussels Parlement en ze bleef ook in het Parlement van de Franse Gemeenschap zetelen.